# Phyllophaga ahlbrandti
Phyllophaga ahlbrandti är en skalbaggsart som beskrevs av Garcia-vidal 1988. Phyllophaga ahlbrandti ingår i släktet Phyllophaga och familjen Melolonthidae. Inga underarter finns listade i Catalogue of Life.